# Cheumatopsyche bhatrapura
Cheumatopsyche bhatrapura là một loài Trichoptera thuộc họ Hydropsychidae. Chúng phân bố ở miền Ấn Độ - Mã Lai.